# Караван (албум)
Караван је девети, двоструки студијски албум српског рок бенда Галија. Снимљен је на Кипру 1993. године, а објављен 1994. у издању ПГП РТС. Промовисан је у Београду, у парку испред Скупштине града, где је било око 150.000 посетилаца и у Нишу, у парку Чаир, где је било око 100.000 посетилаца. Представља последњи албум на коме је група сарађивала са песником Радоманом Кањевцем као текстописцем.

## Списак песама
На албуму се налазе следеће песме:

## Чланови групе
- Ненад Милосављевић
- Предраг Милосављевић
- Драгутин Јаковљевић
- Оливер Јездић
- Бранислав Милошевић
- Бобан Павловић

## Гост на албуму
- Драган Јовановић Крле